# Lumbriculus variegatus
El gusano negro de California (Lumbriculus variegatus) es una especie de oligoqueto que habita América del Norte y Europa. Vive en pantanos de agua superficial, estanques y ciénagas, se alimenta de microorganismos y material orgánico.
Un ejemplar adulto posee aproximadamente entre 150 y 250 segmentos, cada cual tiene la capacidad de regenerarse como un individuo nuevo cuándo se separa del resto del animal.

## Características
Entre sus características se encuentran una pigmentación verde del extremo anterior y su mecanismo de escape. Al ser tocado, L. variegatus intenta, para huir, nadar en forma helicoidal o invertir su cuerpo. El patrón de escape utilizado depende de donde se toque al gusano; en la zona anterior provoca esta inversión del cuerpo, mientras que en la zona posterior provoca el giro helicoidal. L. variegatus tiene reflejos rápidos, y utiliza sus fotorreceptores para detectar sombras y movimiento, y así huir de las amenazas. Su extremo posterior puede elevarse hacia fuera del agua, formando un ángulo agudo. De este modo se expone al aire e intercambia oxígeno y dióxido de carbono, a pesar de que esto lo expone a sus enemigos. Si los fotorreceptores detectan una sombra o movimiento, el extremo posterior rápidamente se acorta en respuesta a la amenaza.

## Reproducción
La regeneración en L. variegatus sigue un patrón específico. Si el segmento a regenerar se originó a menos de ocho segmentos del extremo anterior, se regeneran esa cantidad de segmentos; en cambio, si el segmento era originalmente de una posición más posterior, sólo se regeneran ocho segmentos. Posteriormente, se regeneran un número variable de segmentos, y el segmento original se transforma para adaptarse al nuevo.